# Grenade Type 4

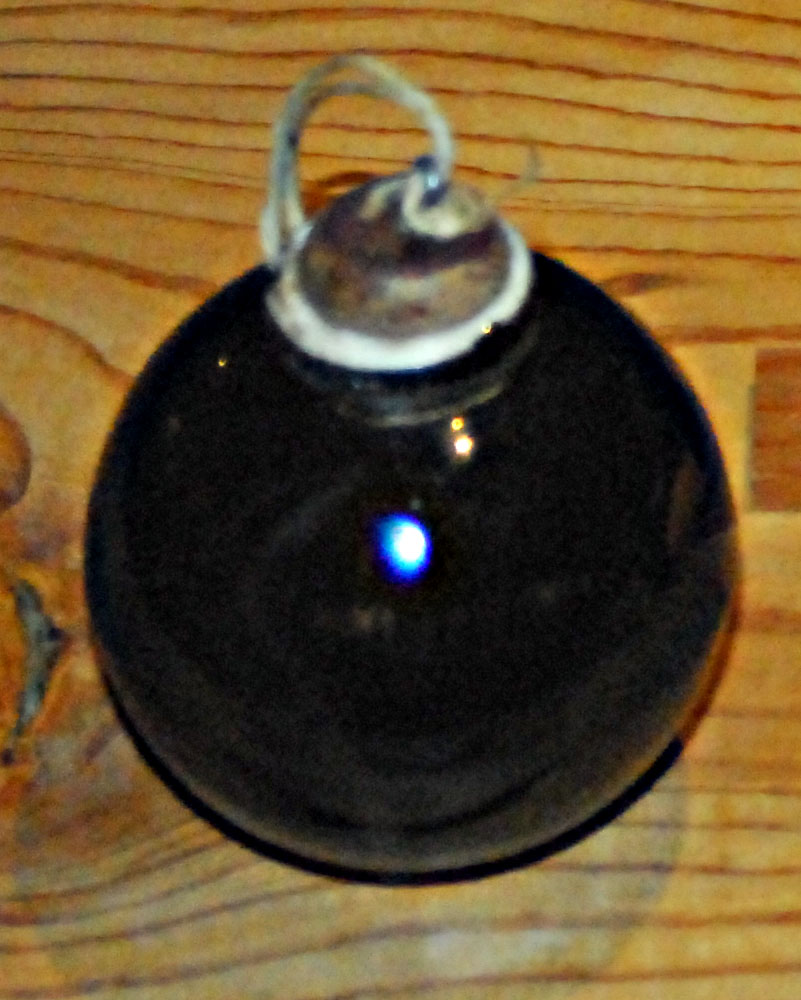
Une grenade « céramique » Type 4.

La grenade Type 4 ou grenade céramique (四式陶製手榴弾, Yon-shiki tōsei teryūdan) est une grenade à main de « dernier recours » développée par la marine impériale japonaise à la fin de la Seconde Guerre mondiale.

## Histoire et développement
Fin 1944 et début 1945, la majeure partie de l'infrastructure industrielle du Japon est détruite par les bombardements américains et il y a une pénurie croissante de matières premières en raison des blocus et de la guerre sous-marine. Manquant de métal en grande quantité pour produire en masse des grenades qui seront nécessaires contre la prochaine invasion alliée du Japon, le bureau technique de la marine impériale japonaise développe un concept de grenade peu coûteuse et simple à fabriquer faite en céramique ou en porcelaine. Les fameux fours de la céramique japonaise traditionnelle, comme ceux de la porcelaine d'Imari, de la céramique de Bizen ou de Seto, sont réquisitionnés pour produire ces armes brutes. Il y eut un très grand nombre de variantes au niveau de la forme, la taille et la couleur, parce que chaque production était différente pour chaque four.

## Concept
La grenade Type 4 à fragmentation est faite de terre cuite ou de porcelaine. L'arme est ronde avec un col, un couvercle en caoutchouc, et une simple mèche. Ce détonateur rustique avait un temps de retardement de 5 secondes. L'autre extrémité du détonateur, qui était à l'extérieur du bouchon en caoutchouc, était recouverte d'un mélange de soufre. Un capuchon en caoutchouc recouvrait l'ensemble du col ainsi que le détonateur. Un petit morceau de bois avec un côté abrasif était présent dans le couvercle en caoutchouc du détonateur.

## Utilisation au combat
Les grenades Type 4 sont distribuées en grande quantité aux organisations de défenses civiles, comme les corps combattants des citoyens patriotiques, la Yokusan Sonendan (en), et aux organisations de réservistes qui participent aux préparations contre une possible invasion alliée du Japon. Elles sont aussi distribuées en grandes quantités aux troupes du front et sont connues pour avoir été employées durant la bataille d'Iwo Jima et la bataille d'Okinawa.